# مارتین ام‌او
مارتین ام‌او (به انگلیسی: Martin MO) یک هواگرد ساختِ کارخانهٔ گلن ال. مارتین کمپانی در کشور ایالات متحده آمریکا است. نخستین استفاده‌کنندهٔ این هواگرد نیروی دریایی ایالات متحده آمریکا بوده‌است. این هواگرد برای نخستین بار در ۱۴ دسامبر ۱۹۲۴ میلادی مورد استفاده قرار گرفت.